# 二十二烷
二十二烷（英語：docosane）是含有22個碳原子的直鏈烷烴，化學式為C22H46或CH3(CH2)20CH3，外觀為無色蠟狀固體，主要用途為標定氣體。可經由反應製備二十二烷醇(CH3(CH2)21OH)，可做為化妝品的潤膚劑，乳化劑或增稠劑。 